# Frederic Ananou
Kangni Frederic Ananou (* 20. září 1997) je tožský profesionální fotbalista, který hraje na pozici středního obránce za německý klub SSV Jahn Regensburg. Narodil se v Německu, ale hraje za tožský národní tým.

## Klubová kariéra
Ananou prošel mládežnickými týmy v 1. FC Köln, než se v létě 2016 připojil k nizozemskému klubu Roda JC Kerkrade.
Dne 3. července 2022 se Ananou připojil k Hanse Rostock, kde podepsal smlouvu na jeden rok.
Dne 10. ledna 2025 se Ananou vrátil do Německa a podepsal smlouvu s Jahn Regensburg do konce sezóny 2024/25.

## Reprezentační kariéra
Ananou se narodil v Německu tožským rodičům. V roce 2016 byl povolán a zahrál si za německé národní týmy U19 a U20. Za národní tým Toga debutoval při přátelském vítězství 3:0 nad Sierrou Leone dne 24. března 2022.

## Statistiky

### Klubové
Platí k zápasu hranému 1. července 2021.
| Klub                | Sezóna            | Liga              | Liga   | Liga | Národní pohár | Národní pohár | Kontinentální | Kontinentální | Ostatní | Ostatní | Celkově | Celkově |
| Klub                | Sezóna            | Soutěž            | Zápasy | Góly | Zápasy        | Góly          | Zápasy        | Góly          | Zápasy  | Góly    | Zápasy  | Góly    |
| ------------------- | ----------------- | ----------------- | ------ | ---- | ------------- | ------------- | ------------- | ------------- | ------- | ------- | ------- | ------- |
| Roda JC Kerkrade    | 2016/17           | Eredivisie        | 18     | 0    | 0             | 0             | —             | —             | —       | —       | 18      | 0       |
| Roda JC Kerkrade    | 2017/18           | Eredivisie        | 11     | 0    | 3             | 0             | —             | —             | —       | —       | 14      | 0       |
| Roda JC Kerkrade    | Celkově           | Celkově           | 29     | 0    | 3             | 0             | 0             | 0             | 0       | 0       | 32      | 0       |
| FC Ingolstadt 04    | 2017/18           | 2. Bundesliga     | 3      | 0    | 0             | 0             | —             | —             | —       | —       | 3       | 0       |
| FC Ingolstadt 04    | 2018/19           | 2. Bundesliga     | 15     | 1    | 1             | 0             | —             | —             | 0       | 0       | 16      | 1       |
| FC Ingolstadt 04    | 2019/20           | 3. Liga           | 12     | 0    | 0             | 0             | —             | —             | 1       | 0       | 13      | 0       |
| FC Ingolstadt 04    | Celkově           | Celkově           | 30     | 1    | 1             | 0             | 0             | 0             | 1       | 0       | 32      | 1       |
| FC Ingolstadt 04 II | 2017/18           | Regionalliga      | 1      | 0    | —             | —             | —             | —             | —       | —       | 1       | 0       |
| FC Ingolstadt 04 II | 2018/19           | Regionalliga      | 2      | 0    | —             | —             | —             | —             | —       | —       | 2       | 0       |
| FC Ingolstadt 04 II | 2019/20           | Bayernliga        | 2      | 0    | —             | —             | —             | —             | —       | —       | 2       | 0       |
| FC Ingolstadt 04 II | Celkově           | Celkově           | 5      | 0    | 0             | 0             | 0             | 0             | 0       | 0       | 5       | 0       |
| SC Paderborn        | 2020/21           | 2. Bundesliga     | 15     | 0    | 1             | 0             | —             | —             | —       | —       | 16      | 0       |
| Celkově v kariéře   | Celkově v kariéře | Celkově v kariéře | 79     | 1    | 5             | 0             | 0             | 0             | 1       | 0       | 85      | 1       |